# Avinguda de Sarrià
L'avinguda de Sarrià, hereva de l'antiga carretera de Sarrià, és una avinguda de Barcelona que connecta el carrer de París amb la plaça Prat de la Riba. Està repartida pels districtes de l'Eixample i de Sarrià-Sant Gervasi. És una de les avingudes més transitades de Barcelona i, actualment, més de la meitat està interrompuda per la quadrícula d'illes de cases projectades per Ildefons Cerdà. El traçat de l'avinguda d'ara, doncs, va des del carrer París, cantonada amb Urgell (al costat del recinte de l'Escola Industrial), fins a la plaça Prat de la Riba, lloc d'enllaç amb el passeig de Sant Joan Bosco, que connecta amb la boca del carrer Major de Sarrià (just on hi ha la plaça d'Artós).

## Carretera de Sarrià
El 2 d'agost de l'any 1843, l'Ajuntament de Sarrià de llavors va encarregar un projecte de carretera als arquitectes Ramon Molet, Josep Mas i Vila, i Francesc Renart i Arús, però no es va dur a terme a causa de les circumstàncies polítiques de Barcelona i l'entorn.
Aleshores, l'enginyer Ildefons Cerdà va projectar i dirigir l'execució d'aquesta carretera, de 3757,63 canes de Burgos, que es va acabar a mitjan 1850. Va substituir l'antic camí medieval i va estalviar 564 canes de recorregut. Tenia quatre fileres d'arbres que formaven una calçada central de 24 peus d'ample, destinada al pas de carruatges, i dos passeigs laterals per a vianants de 15 peus d'amplada. El traçat és quasi recte des del Portal de l'Àngel fins a enllaçar amb el carrer Major de Sarrià.
El pressupost de l'obra pujava a 306.657,54 rals de billó i incloïa 7 clavegueres i un pontó per salvar la riera de Margalló. És la primera obra d'Ildefons Cerdà per a Barcelona que no va ser respectada al seu projecte d'Eixample de l'any 1859. Com ja hem dit, doncs, aquesta carretera, que ara s'anomena avinguda de Sarrià, actualment conserva el traçat des de la cruïlla dels carrers Comte d'Urgell i París fins a l'entrada del carrer Major de Sarrià, i en va desaparèixer la resta quan es va dur a terme l'Eixample de Barcelona.